# Zeitún
Zeitún (en árabe: زيتون‎, en lenguas bereberes: ⵣⵉⵜⵓⵏ, en francés: Zaïtoune) es un municipio marroquí en la región de Tánger-Tetuán-Alhucemas. Desde 1912 hasta 1956 perteneció a la zona norte del Protectorado español de Marruecos.